# 小笠原和彦
小笠原 和彦（おがさわら かずひこ、1959年12月12日 - ）は、日本の空手家（八段）・プロレスラー。静岡県清水市（現・静岡市清水区）出身。空手道創天極真小笠原道場、プロ空手押忍闘夢STORM代表。東海大学文学部史学科卒業。

## 来歴
元極真会館城西支部所属。得意技の飛び後ろ蹴りを武器に、1983年に行われた第15回全日本空手道選手権大会で準優勝。以降も、第16回大会では第5位に、第18回大会では第7位に入賞。
1984年11月18日、百人組手に挑戦するも43人で失敗に終わった。
2002年1月6日、プロレスリングZERO-ONE後楽園ホール興行に乱入し、試合後の橋本真也に「お前の蹴りには蝿が止まる」と喧嘩を売った事がきっかけでプロレスに進出。3月2日、ZERO-ONE両国国技館興行での対崔リョウジ戦でプロレスデビューを果たした。また、プロレス大賞新人賞も受賞した。
2004年、ハッスルがスタートした当初は、覆面レスラーのゼブラーマンに扮して登場。貧弱かつ奇妙な特訓を行うキャラクターを演じた。また、興行の度に映画『ゼブラーマン』で主演を務めた哀川翔も応援に駆けつけた。
以降は、ZERO1-MAX、ユニオンプロレスで空手軍を結成し、リアルジャパンプロレスなど様々な団体で活躍。空手道場「創天会」館長も務め、プロレス団体「押忍闘夢」を旗揚げした。2015年には、初代タイガーマスクと10年ぶりに試合を行った。
後に創天会代表を務め、押忍闘夢に所属。究道会館の最高師範にも就任している。
一時期、究道会館・北海道支部長という肩書きが出ていたが、それは名義貸しをしただけであり、小笠原は1度も北海道に在住したことはない。
2017年3月、長らく休眠していた極真城西三鷹道場を15年ぶりに再発進することを表明した。

## 人物
大山倍達は「大会が始まって強いものを挙げるとするならば、まず小笠原は文句ないだろうね」と小笠原を評したという。

## タイトル歴
極真会館
- 城西大会優勝 : 2回
- 第1回神奈川空手道選手権第4位
- 第1回全関東空手道選手権敢闘賞
- 第1回全東海空手道選手権優勝
- 第15回全日本空手道選手権準優勝
- 第16回全日本空手道選手権第5位
- 第18回全日本空手道選手権第7位
- 第3回全世界空手道選手権ベスト16 / 試し割り : 第2位

プロレス
- キャプチャー・インターナショナル王座
- プロレス大賞（新人賞）
- 地下プロレス大賞（最優秀試合賞）

## 入場曲
- 出陣〜Dead or Alive〜（「一撃〜極真への道〜」より）

## 関連人物
- 大山倍達
- 大山茂
- 山田雅稔
- 真樹日佐夫
- 中村誠
- 大西靖人
- 松井章圭
- 黒澤浩樹
- 堀池典久
- 橋本真也
- 藤原喜明
- 三州ツバ吉